# Ralph Staub (regista)
Ralph Staub (Chicago, 21 luglio 1899 – Los Angeles, 22 ottobre 1969) è stato un regista, sceneggiatore e produttore cinematografico statunitense.

## Filmografia parziale

### Regista
- What, No Men! (1934)
- Keystone Hotel (1935)
- Carnival Day (1936)
- Sitting on the Moon (1936)
- Country Gentlemen (1936)
- The Mandarin Mystery (1936)
- Join the Marines (1937)
- Navy Blues (1937)
- Affairs of Cappy Ricks (1937)
- Meet the Boyfriend (1937)
- Mama Runs Wild (1937)
- Prairie Moon (1938)
- Western Jamboree (1938)
- Chip of the Flying U (1939)
- Yukon Flight (1940)
- Danger Ahead (1940)
- Sky Bandits (1940)
- Hollywood in Uniform (1943)

### Sceneggiatore
- The Festival Girls (1961)